# Estación Avena
Avena es una estación ferroviaria ubicada en el Departamento Las Colonias, Provincia de Santa Fe, Argentina.
Se encuentra a 2,5 km al norte de la localidad de San Martín de las Escobas.
Fue inaugurada en los años 1890 por el Ferrocarril Central Argentino.

## Servicios
La estación corresponde al Ferrocarril General Bartolomé Mitre de la red ferroviaria argentina. No presta servicios de pasajeros ni de cargas, sus vías e instalaciones están concesionadas a la empresa de cargas Nuevo Central Argentino.